# Reinhold Steinhilb
Reinhold Steinhib (Stoccarda, 26 giugno 1926 – Freudenstadt, 10 agosto 2006) è stato un ciclista su strada e pistard tedesco,  concluse al terzo posto il Deutschland Tour 1949 ed al quarto quello del 1950.

## Palmares
- 1949 (Rabeneick, due vittorie)

Rund um Berlin
4ª tappa Deutschland Tour (Dortmund > Colonia
- 1952 (Rabeneick, una vittoria)

Schwarzwald Rundfahrt